# Al-Bindarijja
Al-Bindarijja – miejscowość w Egipcie, w muhafazie Al-Minufijja, w dystrykcie Tala. W 2006 roku liczyła 8038 mieszkańców.